# Бастангы
Бастангы (каз. бастаңғы) — у казахов совместная трапеза девушек и молодых женщин аула, молодёжная вечеринка.

## История
Угощение Бастангы устраивалось обычно девушкой «на выданье» («бой жеткен қыз») для своих сверстниц, молодых женщин, по случаю отъезда кого-нибудь из старших членов семьи (например, родителей). Угощение сопровождалось различными играми, развлечениями. Участники вечеринки пели песни, читали стихи, разгадывали загадки и т. д.

### Этимология
Слово «бастанғылас» является синонимом слов «құрбы», «сырлас», «қатар» и означает «ровесники», «сверстники».
По мнению этнографа Н. Шахановой, Бастангы является трапезой, определяющей один из этапов социализации, и свидетельствует о существовании в прошлом института возрастных классов. Такими трапезами, как Бастангы, оформлялся переход членов групп на последующую ступень возрастных классов.
Идентичные названия встречаются и в других тюркских языках, например: татарский диалект «вечер молодёжи», «бастаңғыр» «летняя молодёжная игра», кумык, «бастаңғы» — башкирский диалект «баштаңғыру» «вечеринка», ногайский «бастанув» — «вечеринка с угощением» (устраивается девушками в складчину). Аналогичный казахский обряд известен под названием «баштан» и по киргизскому этнографическому материалу.

## Территория распространения
Данный обряд широко применялся в Баянаульском, Иртышском, Майском районах Павлодарской области.